# Journaux de la Commune de Paris
La Commune de Paris de 1871 est la période pendant laquelle le plus de journaux furent créés. Si la liberté de la presse fut restreinte, si de nombreux journaux furent supprimés, la Commune n'empêcha jamais la parution de nouveaux journaux. Ainsi, les journaux supprimés pouvaient reparaître sous un nouveau titre le lendemain. 
L'historien Quentin Deluermoz note : « La liberté de la presse, mise en place dès septembre 1870, est encouragée par la Commune, puis largement limitée fin avril : les titres les plus anticommunards sont alors interdits ».
Les ouvriers et les bourgeois parisiens qui firent la Commune, comme leurs ancêtres de la Grande Révolution, comme leurs pères ou eux-mêmes en 1848, étaient guidés dans le choix de leurs quotidiens par le renom et le talent du journaliste qui en signait l'article principal.
On peut distinguer deux types de journaux pendant cette période, le Journal officiel ainsi que les autres quotidiens plus ou moins célèbres.

## Journal officiel
Cette édition va du no 79, daté du 20 mars au no 144 daté du 24 mai 1871. Le 30 mars, au lieu du no 89, parut un no 1 du Journal officiel de la Commune de Paris, mais ce titre fut abandonné dès le lendemain pour l'ancien, et il ne fut pas repris. Ce journal avait deux éditions : une édition grand format, le matin, vendue 15 centimes, et une « Petite édition du soir », datée du lendemain, dans laquelle on trouvait l'essentiel de celui du matin. Cette édition à 5 centimes était celle que lisait le peuple de Paris. Après la Semaine sanglante, afin que les bourgeois versaillais puissent connaître  le nom de tous les Communards « officiels », un éditeur de Paris, Victor Bunel réimprima le Journal officiel. Ce fut un grand succès de librairie.
Le Journal officiel se découpe en deux parties : une « partie officielle » qui publie les décrets de la Commune, et une partie « non officielle », beaucoup plus longue où l'on pouvait lire les Nouvelles de Paris et de la province, des « Nouvelles étrangères », des articles nécrologiques, des études d'intérêt général. Cette partie donne aussi les comptes rendus des séances officielles du Conseil de la Commune.

## Quotidiens principaux
Action (l'), une feuille grand format, 6 colonnes à la page, vendue 10 centimes. Six numéros sont édités du mardi 4 avril au dimanche 9 avril 1871. Une chronique principale, écrite par Edmond Bazire intitulée « Têtes de ruraux » dresse une caricature des membres de l’Assemblée Nationale. Le rédacteur en chef, Lissagaray, est contre une conciliation, ne voyant dans le gouvernement de Versailles qu'un « ramassis de réactionnaires prêts à la pire des répressions pour sauvegarder leurs privilèges et leurs intérêts ». En ce qui concerne la Commune, il lui reproche de manquer d'efficacité et de fermeté : « Il ne suffit pas de s'écrier ; j'y vaincrai ou j'y perdrai la vie. Il faut dire froidement : voilà par quels moyens, par quel plan je vaincrai. »
Lissagaray insiste aussi sur la nécessité de la collectivisation des moyens de production, analyse l'antagonisme ville-campagne et définit la différence entre le paysan et l'ouvrier : « Le paysan n'a besoin que de garanties individuelles, il les possède. Le prolétaire ne peut vivre que par des garanties collectives ; n'étant individuellement qu'un atome devant l'industrie, il ne vaut que par sa masse. »
Affranchi (l'), « Journal des hommes libres », une feuille grand format, 6 colonnes par page, vendue 10 centimes. Prend la suite de la Nouvelle République. Rédacteur en chef : Paschal Grousset. Vingt-quatre numéros parus du dimanche 2 avril au mardi 25 avril 1871. Chaque numéro comporte un éditorial, des actes officiels de la Commune, une revue de la presse versaillaise sous le titre de Le Venin réactionnaire, une Tribune des travailleurs des correspondances, des nouvelles de France et de l'étranger ainsi que des faits divers. Les articles ne sont pas que consacrés à l'actualité (l'éducation de l'enfance pauvre aux nos 4 et 10 par exemple) mais l'actualité l'emporte largement. Les journalistes s'élèvent violemment contre toute conciliation et demandent des otages qui répondront des « scélératesses » versaillaises. Proche des idées blanquistes, la rédaction affirme que « le droit de la collectivité est supérieur à celui de l'individu ».

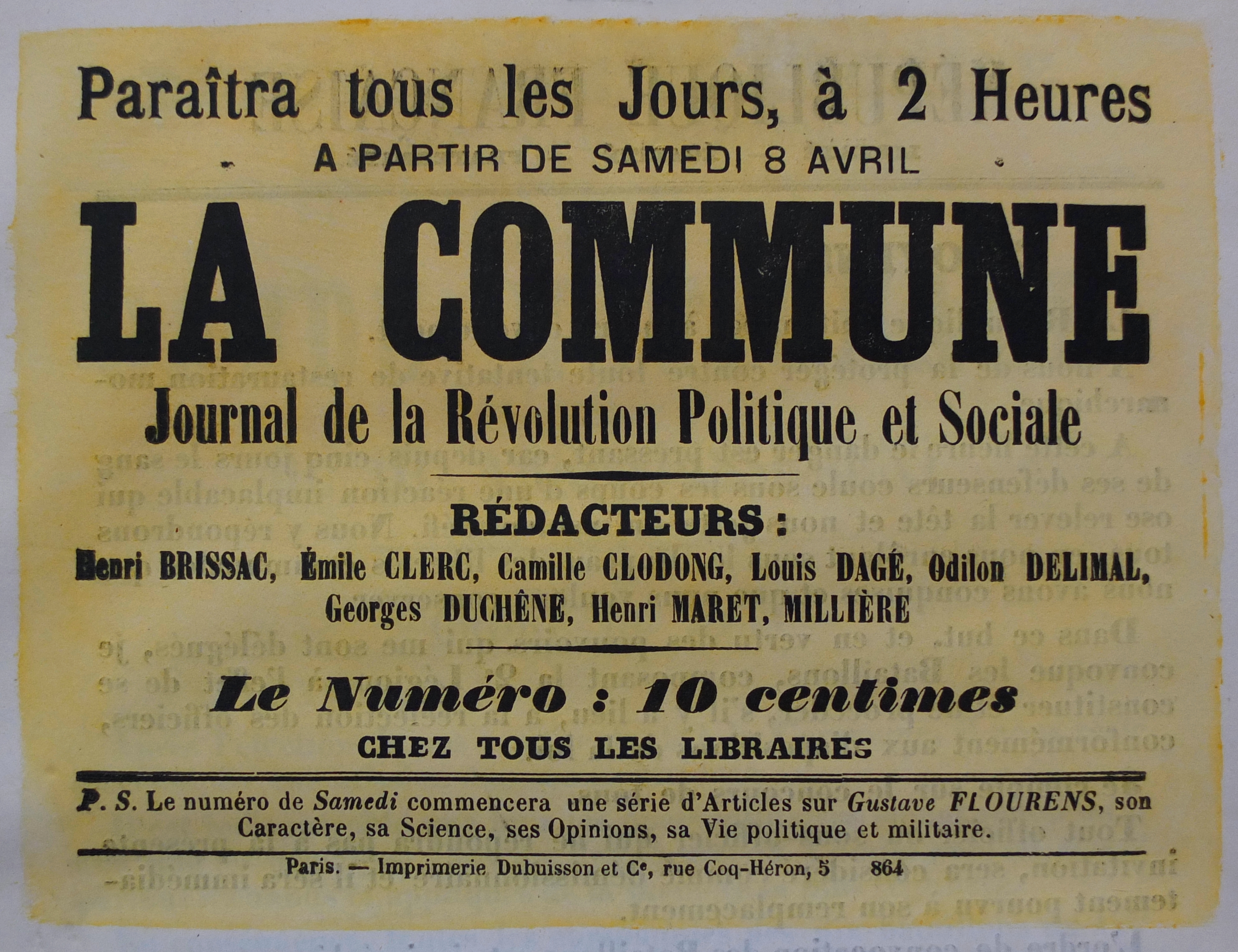
Affichette annonçant la parution de La Commune, 8 avril 1871.

Bonnet rouge (le), journal quotidien, une feuille, vendue 2 sous. Treize numéros parus du lundi 10 au samedi 22 avril 1871. Le journal se compose d'un éditorial, de divers articles d'actualité, des faits divers, des extraits des actes officiels de la Commune, des correspondances. Les rédacteurs s'affirment favorables à la Commune.
Bouche de fer (la), journal fondé par Paschal Grousset.
Châtiment (le) dont le premier numéro parait le 5 mars 1871 et est d'inspiration blanquiste. À partir du no 21 (le 26 mars), il est édité sous la forme d'une grande feuille avec 6 colonnes à la page. Les articles sont hostiles à Thiers et aux ruraux, accusés de vouloir « s'élever sur un monceau de cadavres ». Les rédacteurs demandent la conciliation, car une guerre civile favoriserait Thiers et ferait plaisir aux Allemands.
Commune (la), journal quotidien, une feuille simple grand format, 6 colonnes à la page, vendue 10 centimes. Dans le no 1, les rédacteurs affirment qu'ils ont toujours voulu la Commune et publient un article collectif disant « La Commune, c'est l'ordre, c'est l'économie dans les dépenses, c'est la réduction des impôts, c'est la porte ouverte à toutes les réformes sociales qui s'imposent d'elles-mêmes et que les institutions monarchiques sont impuissantes à réaliser ; c'est en un mot l'ère des révolutions violentes fermée et la guerre civile rendue impossible. » Chaque numéro est composé d'articles généraux qui sont le plus souvent des nouvelles de l'Assemblée nationale, des actes du Conseil de la Commune, des nouvelles des départements, puis, à partir du no 16, des comptes rendus des opérations militaires sous le titre « Bataille contre les Chouans ». Dès le no 2, le journaliste exalte l'autonomie de Paris. Dans le no 3, l'application du principe électif à tous les pouvoirs publics est demandée. 
Cri du peuple (le), « Journal politique quotidien », une feuille grand format, 5 colonnes à la page, vendue 10 centimes. C'est le journal le plus célèbre de la Commune. Il le doit à une fermeté simple, une autorité sympathique, qui doivent leur force à un réalisme et à une conviction. Ce journal informe des évènements en évitant la vulgarité et le sentimentalisme. Le no 19 pose nettement les choses : la Révolution doit se borner à Paris, qui doit laisser le reste de la France agir à sa guise et qui doit donc se déclarer ville libre. Il faut prendre immédiatement différentes mesures : constituer un gouvernement provisoire formé d'un conseil communal, du groupe des députés de Paris et du comité central, élire cinq administrateurs municipaux par arrondissement, abolir la préfecture de Police, élire l'état-major de la Garde, élire un syndicat commercial qui établira un projet de loi sur les échéances. Dans le no 20, le rédacteur en chef, Jules Vallès ; distingue la bourgeoisie parasite de la bourgeoisie « ouvrière », qu'il appelle à collaborer à la Commune.
Estafette (l'), journal quotidien, une grande feuille, 6 colonnes à la page, vendue 1 sou. Ce journal fait suite au Bonnet rouge. Il est très favorable à la Commune mais ne témoigne pas toujours d'un grand sens politique[réf. nécessaire]. Il y est souvent question de la vaillance des fédérés, de la démoralisation des soldats de Versailles, et de nombreux articles se moquent de Thiers : « Foutriquet a parlé », « Foutriquet en mourra ! », « les prêtres de Foutriquet ». De temps en temps, le journal se plaint de la Commune au sujet des rivalités de pouvoir entre le Comité central et le Conseil de la Commune. Le journal fait l'éloge du comité qui a donné « justice, vigueur et honnêteté à la Révolution ».
Fils Duchêne (le), « Feuille publique par les citoyens Heugène, Gugusse et Dodorre ». Brochure de huit pages, vendue 5 centimes, éditée à Bruxelles. Les premiers numéros s'en prennent à Versailles et à la Commune. Le no 9 (25 mai 1871) annonce que les communards se sont enfuis devant les soldats de Versailles et il attaque les Belges pro-communards.

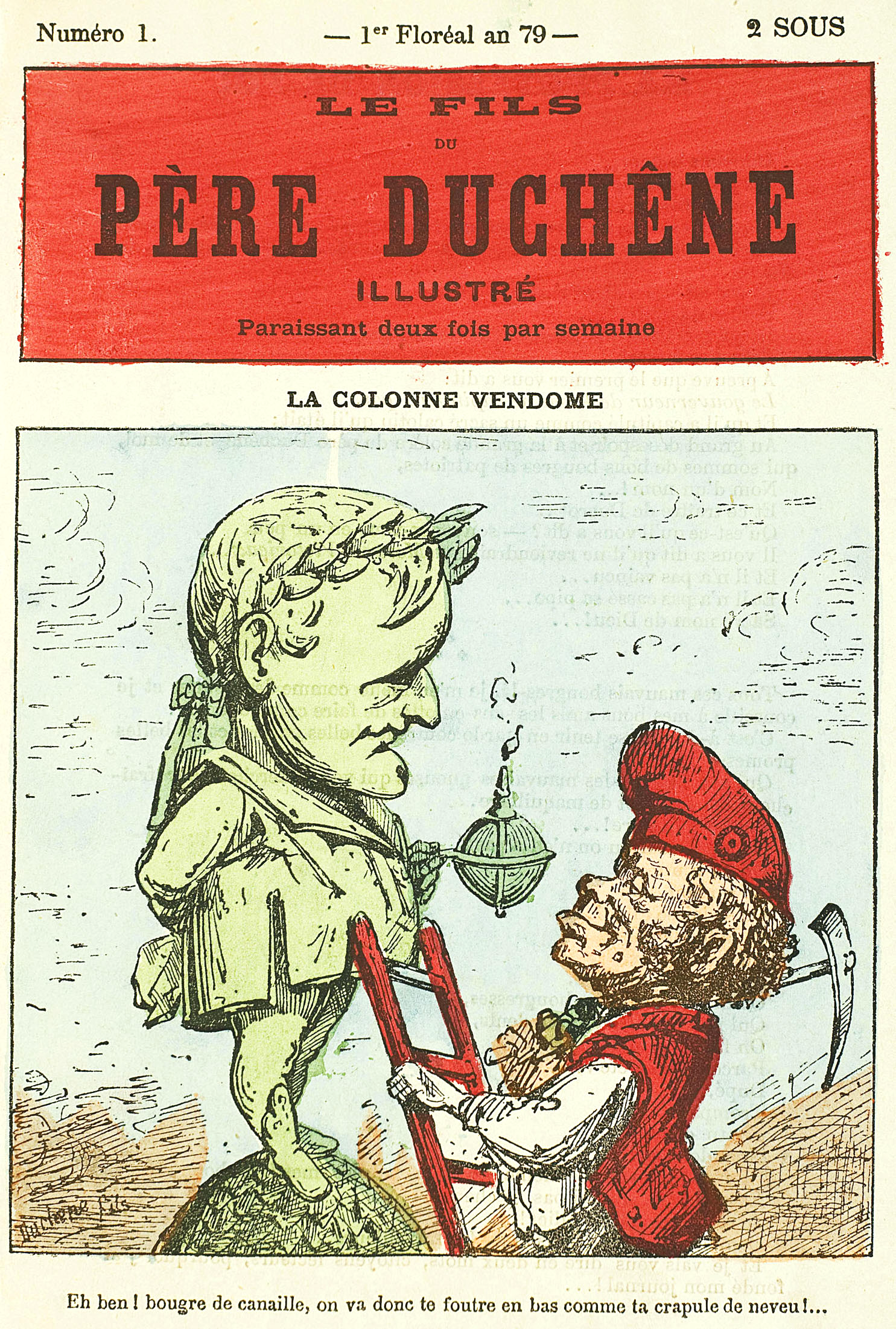
Le Fils du Père Duchêne illustré, no 1, 21 avril 1871.

Fils du Père Duchêne (le) , illustré paraissant deux fois par semaine contenant 8 pages et vendu 2 sous ; seule la couverture est illustrée. Sur le no 1, on peut voir un ouvrier grimpé sur la colonne Vendôme, le pic sur l'épaule qui interpelle la statue de Napoléon : « Eh ben ! bougre de canaille, on va donc te foutre en bas comme ta crapule de neveu. » Sur le no 4, Adolphe Thiers habillé en général chevauche un escargot et dit : « En avant ! foutre de foutre ! … Et gare aux Parisiens ! » Les journalistes réclament le droit au travail par l'occupation des ateliers abandonnées par des « jean-foutre » de patrons.
Indépendance française (l'), journal politique quotidien, une grande feuille, 6 colonnes à la page, vendue 10 centimes à Paris et 15 centimes en province. Les principales rubriques sont : la Situation, Dernière heure, Nouvelles militaires, Échos et Nouvelles ainsi que des comptes rendus des séances de la Commune et de l'Assemblée Nationale. Le journal est prudent, il assure que la province ne suivra jamais Paris, mais critique Thiers qui devrait comprendre que seule l'affirmation de la république peut sauver la situation.
Justice (la), une double feuille grand format, 6 colonnes à la page, vendue 10 centimes. Le no 1 parait le 10 mai 1871. Le journal est supprimé au no 10 (le 19 mai) bien qu'il soit favorable à la Commune. Les principales rubriques sont : Nouvelles, Faits militaires, La Journée, des comptes rendus des séances de la Commune et de l'Assemblée de Versailles, Dernière Heure. Le no 1 réclame « le gouvernement de l'opinion publique » et explique qu'il veut en être l'organe. L'opinion publique doit être la médiatrice entre Paris et Versailles.
Ligue du bien public (la), « Pour la défense, la pratique et la propagation des principes : Liberté, Égalité, Fraternité », deux feuilles grand format, 6 colonnes à la page, vendues 10 centimes, un seul numéro paru le 15 avril 1871. Le numéro donne le programme de la Ligue du bien public. Proche du programme communaliste, il prévoit la suppression de l'armée permanente, la nationalisation de l'assistance publique, l'abolition de la conscription.
Nouvelle République (la). Rédacteur en chef sous la Commune : Paschal Grousset. 13 numéros (no 8 à 13) du dimanche 19 mars (28 pluviôse) au samedi 1er avril 1871 (12 germinal an LXXIX). Remplacé par l'Affranchi.
Paris Libre, « Journal du soir », une feuille grand format, 6 colonnes à la page, vendue 5 centimes. Les principales rubriques sont : Dernières Nouvelles, Décrets de la Commune, le Combat, Le Pilori des mouchards, Nouvelles de Versailles, ainsi qu'un feuilleton : « les Proscrits du XIXe siècle » auquel succédera « le Mariage d'une Espagnole » (Eugénie de Montijo). L'éditorial du premier numéro, « Paris libre dans la France libre », développe un programme communaliste. Le no 2 approuve les mesures prises à l'encontre de la presse réactionnaire, dont les « journaux immondes, brandons de discorde » sont « refoulés dans l'égout versaillais ». Le no 18 publie les noms et adresses de « tous les individus qui ont demandé des emplois de mouchards sous l'Empire ». À partir du 17 mai, cette liste est accompagnée d'un nouveau feuilleton, « l'Histoire des mouchards ». Le dernier numéro daté du 24 mai se compose comme une affiche et appelle aux armes et à la fraternisation.

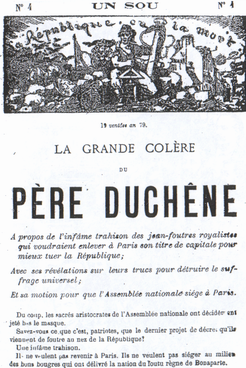
Le Père Duchêne, no 4, (10 mars 1871).

 Père Duchêne (le), journal quotidien paru sous la forme d'une brochure de 8 pages vendue 1 sou. Sous le titre, une phrase apparaît : « La République ou la mort ». Le no 1 parut le 6 mai 1871. Ses 30 000 exemplaires furent épuisés aussitôt ainsi que les 25 000 réimprimés. Le 11 mars, le journal fut supprimé à son no 5. Il reparut le 23 mars et édita 63 numéros jusqu'au 22 mai. Son tirage variait de 60 000 à 70 000 exemplaires. Chaque numéro à un surtitre « La Grande Colère… », « Les Bons Avis… » et un sous-titre indiquant le sujet du jour : « Pour que les citoyens membres de la Commune suppriment le traitement des calotins » ; « Pour qu'on leur fasse payer le loyer de leurs boutiques à messes… » (no 17), « Contre les citoyens membres de la Commune, qui n'ont pas fait les élections et qui ont l'air de caner, foutre » (no 27). Ce fut le journal le plus lu sous la Commune avec Le Cri du peuple. 
Père fouettard (le), brochure de 8 pages vendue 1 sou, 9 numéros parus à partir de mi-avril. La page de titre est décorée d'une illustration montrant un homme en blouse et barbu brandissant un fouet de chaque main au-dessus d'un groupe de prêtres et de généraux, tous déculottés et en train de fuir. La légende dit : « La République ou la trique ». La majeure partie des coups de fouet va à « Dodolphe » (Thiers), qui veut fonder un régime « adolphique », et à l'Assemblée, « la petite vieille-vieille », car tous les deux se conduisent « sanglantement mal ».
Réveil du peuple (le), une feuille grand format, 6 colonnes à la page, vendu 10 centimes. Du 18 avril au 22 mai 1871, trente-quatre numéros sont parus. Le journal prend la suite du Réveil de Delescluze, supprimé par le gouvernement de la Défense nationale. Le no 3 évoque les manifestations de soutien à la Commune en Espagne et en Angleterre. Le journal espère une prochaine victoire car pense que les Versaillais sont démoralisés et que l'enthousiasme des Communards va croissant. Le 20 mai, les journalistes évoquent le problème des otages. Selon eux, il faut les juger en tant que coupables et non coupables et pas en tant qu'otages. S'ils sont jugés non coupables, il faut les libérer.
Triomphe de la république (le), une feuille moyen format, 3 colonnes à la page, vendue 5 centimes. Six numéros sont édités du 23 au 27 mars 1871. Les nos 1 et 2 sont à peu près les mêmes, le no 4 reprend le no 3. Le journal prône une organisation intérieure qui ferait renaître la prospérité et la paix pour assurer le triomphe de la République.
Le Rappel - 2 pages - le no 686 est daté du 10 floréal an LXXIX - dimanche 30 avril 1871.

## Autres journaux
De nombreux autres journaux parurent sous la Commune mais n'eurent que peu d'importance en raison de leur suppression rapide par les autorités.
- Ami du peuple (l'), 4 numéros parus du dimanche 23 avril au samedi 29.
- Anonyme (l'), 2 numéros.
- Caïn et Abel, 3 numéros parus les 15, 16 et 17 avril 1871.
- Chefs révolutionnaires (les), 1 numéro paru courant mai. Les rédacteurs se proposent de raconter « la vie des hommes généreux qui poursuivent la grande lutte, soit en guidant les légions parisiennes, soit dans le conseil de la Commune révolutionnaire ».
- Discussion (la), 5 numéros. Il fut supprimé par la Commune.
- Drapeau rouge (le), revue hebdomadaire, 1 numéro paru en avril, politique critique et humoristique. Son programme se réduit en une phrase : « Si pour le peuple enfant on invente la fable, pour le peuple viril il faut la vérité ». Les rédacteurs se proposent donc de faire connaître au peuple toute la vérité sur les évènements révolutionnaires.
- Fédéraliste (le), 2 numéros parus les 21 et 22 mai 1871.
- Journal du soir, 3 numéros les 5, 6 et 7 mai 1871, favorable à la Commune mais au ton très critique.
- Livre rouge (le), 1 numéro paru le 22 avril 1871, pamphlet contre Versailles.
- Mère Duchêne (la), 3 numéros parus les 3, 4 et 5 avril 1871, mise en garde contre la guerre civile, se place républicain.
- Ordre (l'), 4 numéros parus du 20 au 23 mai 1871, demande aux révolutionnaires et aux modérés d'agir en commun.
- Pirate (le), 4 numéros du 17 au 20 mai 1871. Il est supprimé par la Commune.
- Prolétaire (le), 4 numéros conservés, du 10 au 24 mai 1871. Rédigé par le Club des prolétaires, il est présenté comme « un organe de revendication sociale, afin que ceux qui ne peuvent pas s'expliquer à la tribune puissent le faire par écrit » pour ne pas « laisser les membres de la Commune s'isoler de leurs mandants[2]. »
- Souveraineté du peuple (la), « Journal des idées sociales », 1 numéro paru le 11 mai 1871. Son programme se réduit en une phrase : « Recherches sur la meilleure forme de gouvernement dans un État composé d'hommes libres. Pas des mots, des actes. »
- Régime constitutionnel (le), 4 numéros du 14 au 17 mai 1871. Il fut supprimé par la commune. Les rédacteurs sont en faveur de Versailles mais font semblant de vouloir la conciliation.[réf. souhaitée]
- Rigoletto, hebdomadaire au 16, rue du Croissant. 2 numéros parus les 24 et 30 mars 1871 auxquels collabora Eugène Ladreyt, soutien à la Commune[3].
- Rouge (la), « Journal des jeunes » 2 numéros les 17 et 19 mai 1871.
- Spectateur (le), 2 numéros parus les 10 et 11 mai 1871, se place contre la Commune.
- Tribun du peuple (le), créateur et rédacteur en chef Lissagaray (cf. aussi Action (l') ci-dessus) 8 numéros parus du 17 au 24 mai 1871.
- L'Avant-garde édition du soir du Moniteur du peuple - no 422 le 6 avril 1871 - 16 rue du Croissant à Paris.